# 目久尻川

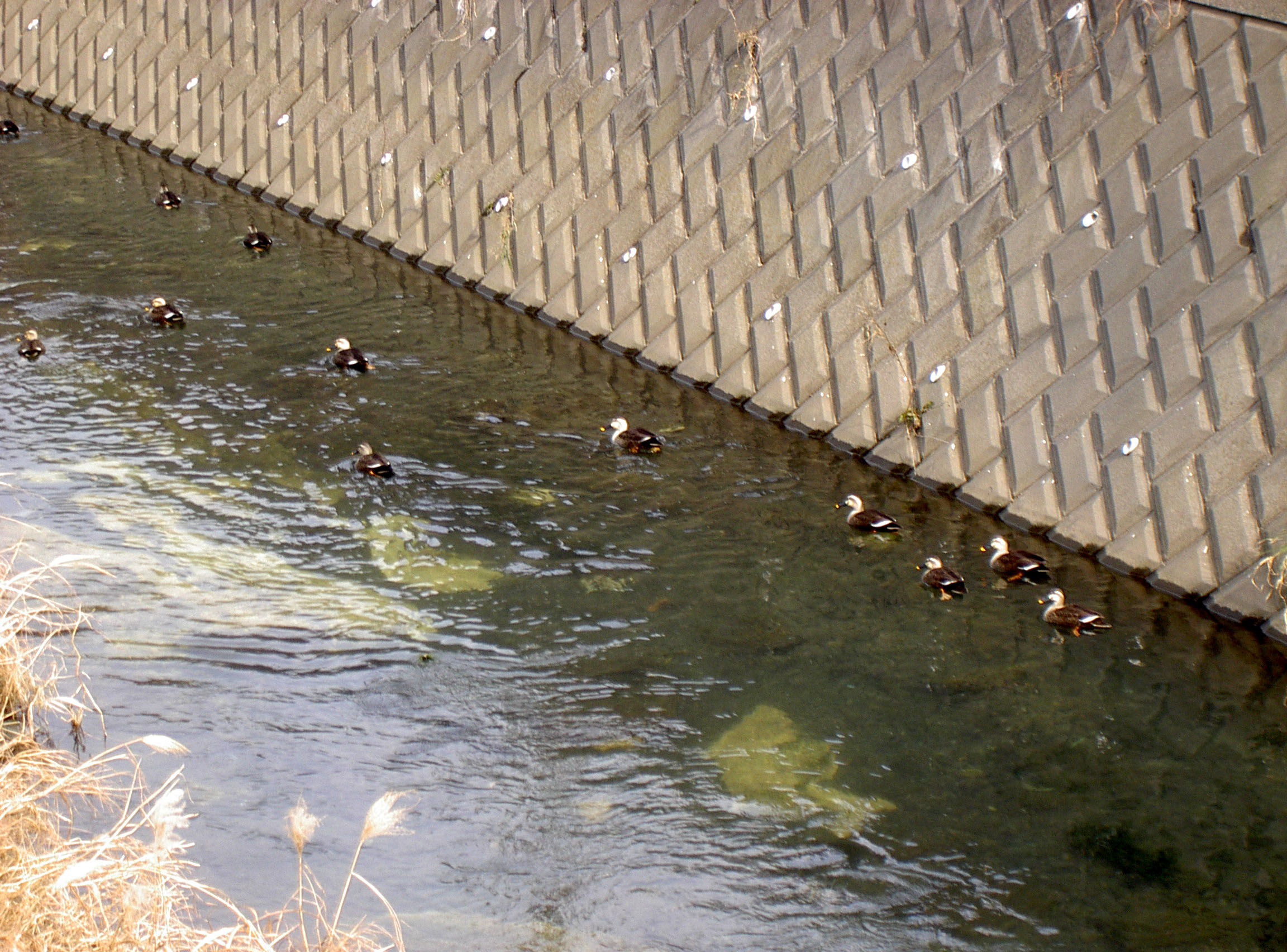
カルガモ（2007年1月撮影）

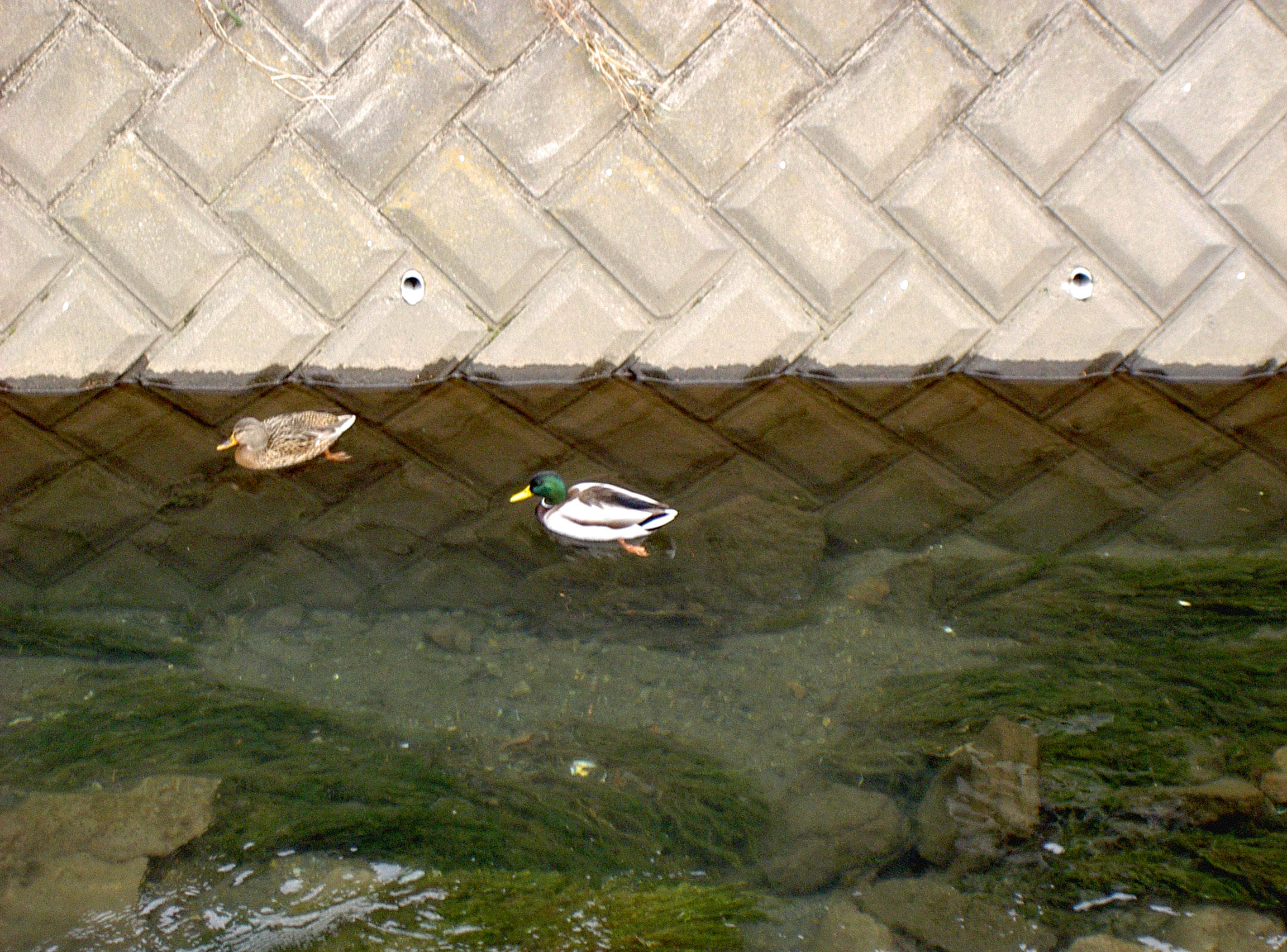
マガモ（2007年1月撮影）

目久尻川（めくじりがわ）は、神奈川県相模原市南区相武台団地付近を水源とし、高座郡寒川町で相模川に注ぐ相模川水系の一級河川。

## 流域の自治体
神奈川県
相模原市、座間市、海老名市、綾瀬市、藤沢市、高座郡寒川町

## 名称の由来
この川の名の由来はいくつかの説がある。
一説には、この川が座間市栗原にあった寒川神社の御厨（みくりや）のあたりから流れてくるために下流で「御厨尻川」と呼び、それが転じて「目久尻川」となったという。
一方、海老名の伝承によると、昔この川に河童が住み着いて悪さをしていたため、地元の人々はこの河童を捕らえて目を穿り（くじり＝抉り）取ってしまった、という出来事から、この川は「目穿川」と呼ばれるようになり、それが転じて「目久尻川」となったという。この伝承にちなんで、海老名市内の目久尻川に架かる伊勢下村橋（北緯35度27分30.81秒 東経139度24分20.9秒 / 北緯35.4585583度 東経139.405806度）には河童の像があしらわれている。

## 水質
昭和30年代頃からの工業化に伴う生活排水などにより水質汚濁が急激に進行したが、下水道の整備が進むとともに地元の有志等が川の美化に取り組み、現在ではアユの遡上が確認されるまでに回復している。
かつて流域の水田で用いられていた農薬に含まれていたダイオキシンが川に流出し、一時的に川のダイオキシン濃度が大幅に上昇したことがある。

## 生物
- アユ
- コイ
- フナ
- カルガモ
- マガモ
- キセキレイ
- ハクセキレイ
- コサギ
- カワセミ